# Мбунгу, Экофа
Экофа Мбунгу (фр. Ekofa Mbungu; 24 ноября 1948, Бельгийское Конго) — заирский футболист, нападающий.

## Биография
В 1974 году играл за заирский клуб «Имана» из города Киншаса, который сейчас называется «Мотема Пембе».
Выступал за национальную сборную Заира. Участник двух Кубков африканских наций. В победном для Заира 1974 в Египте и 1976 в Эфиопии.
В квалификации на чемпионат мира 1974 Мбунгу провёл 2 матча и забил 1 гол. В 1974 году главный тренер Заира Благоя Видинич вызвал Экофа на чемпионат мира, который проходил в ФРГ и стал первым мундиалем для Заира в истории. Мбунгу был заявлен под 19 номером. В своей группе команда заняла последнее 4 место, уступив Шотландии, Бразилии и Югославии. Экофа на турнире не провёл ни одного матча.
Всего за сборную Заира провёл 2 матча и забил 1 гол.

## Достижения
- Победитель Кубка африканских наций (1): 1974